# Nguyễn Thiên Tích
Nguyễn Thiên Tích (chữ Hán: 阮天錫; 1400 - 1470) là nhà ngoại giao, danh thần nhà Lê sơ trong lịch sử Việt Nam.

## Sự nghiệp
Nguyễn Thiên Tích có tên tự là Huyền Khuê (玄圭), tên hiệu là Tiên Sơn (仙山), người làng Nội Duệ, xã Nội Duệ, huyện Tiên Du, tỉnh Bắc Ninh.
Ông sinh khoảng năm 1400 (Trên núi Hồng Vân - Núi Lim - Tiên Du - Bắc Ninh, có một ngôi mộ không rõ tên, trên bia mộ chỉ ghi năm sinh năm mất, thông tin về đỗ trạng nguyên và chức quan được ghi bằng chữ quốc ngữ, dựa vào thông tin được ghi trên bia mộ và thông tin về Nguyễn Thiên Tích trước đó, có thể đặt ra nghi vấn đây là mộ của ông). Ông thi đỗ khoa hoành từ năm 1431 đời Lê Thái Tổ. Nhờ có tài văn chương, ông được Lê Thái Tổ giao việc soạn văn bản giao thiệp với nước ngoài.
Thời Lê Thái Tông, ông thăng chức Ngự tiền học sinh, năm 1434 được xung làm Phó sứ sang Trung Quốc. Khi trở về (1435) ông được phong làm Thị ngự sử, giữ việc đàn hặc bá quan. 
Nhóm Trình Hoàng Bá, Lê Quốc Khí, Đinh Bang Bản, Nguyễn Tông Chí, Lê Đức Dư về phe với Tư đồ Lê Sát, khi Lê Thái Tổ còn sống đã gièm pha Phạm Văn Xảo và Trần Nguyên Hãn khiến Thái Tổ giết hai công thần này. Trước khi mất, Thái Tổ ân hận, dặn không được trọng dụng những người gièm pha đó. Nhưng Lê Sát muốn cất nhắc người cùng cánh nên ra sức tiến cử mấy người đó với Lê Thái Tông. Biết ý định này, Nguyễn Thiên Tích và Bùi Cầm Hổ ra sức can ngăn, khuyên vua nên theo lời di huấn của cha. Lê Thái Tông bèn bác lời tâu của Lê Sát, không trọng dụng những người này.
Tháng 5, năm 1437, ông hạch tội người coi việc từ tụng là Trịnh Khắc Phục cố gỡ tội cho Lê Trung làm việc trái phép, nhưng Lê Thái Tông bỏ qua không xét. Ông bèn xin bãi chức, nhưng Lê Thái Tông không đồng ý, bảo ông cứ trở về làm nhiệm vụ cũ. Sau đó Nguyễn Thiên Tích lại hạch tội Lê Sát chuyên quyền. Kết quả Lê Sát bị bãi chức Tư đồ.
Tháng 10 năm 1438, ông làm Phó sứ đi cống nhà Minh. Khi trở về được làm Thị độc Viện Hàn lâm.
Lê Thái Tông qua đời mùa thu năm 1442. Mùa đông năm đó, ông đang giữ chức Hàn lâm viện Thị độc học sĩ kiêm tri Ngự tiền học sinh cục cận thị chi hậu vâng mệnh soạn văn bia Hựu Lăng (an táng Lê Thái Tông).
Thời Lê Nhân Tông, ông được thăng làm Phó sứ viện Nội mật. Sau đó vì bị vu cáo nên bị mất chức. 
Năm 1448, ông giữ chức Tri chế cáo Viện Hàn lâm được cử làm Đồng khảo quan trong kì thi Tiến sĩ khoa Mậu Thìn. 
Tháng 10, năm 1457, ông giữ chức Trung thư khởi cư xá nhân, được lệnh đi sứ nhà Minh lần 3.
Thời Lê Thánh Tông, ông được thăng làm Thượng thư Bộ Binh. Gặp việc gì ông đều thẳng thắn nói hết không giấu giếm, vì vậy được Thánh Tông khen giống như Vương Khuê và Ngụy Trưng nhà Đường. Một thời gian sau ông bị khiển trách, nhưng sau đó lại được phục chức và kiêm chức Tế tửu.
Nghi vấn Nguyễn Thiên Tích mất năm 1470 (Vì trên núi Hồng Vân - Núi Lim - Tiên Du - Bắc Ninh, có một ngôi mộ không rõ tên, trên bia mộ chỉ ghi năm sinh năm mất, thông tin về đỗ trạng nguyên và chức quan được ghi bằng chữ quốc ngữ, dựa vào thông tin được ghi trên bia mộ và thông tin về Nguyễn Thiên Tích trước đó, có thể đặt ra nghi vấn đây là mộ của ông).
Ông hoạt động trong khoảng hơn 30 năm, được đánh giá là người khẳng khái, được 4 đời vua trọng dụng, nhờ có khí tiết.

## Các tác phẩm chính
Nguyễn Thiên Tích có một thi tập riêng là Tiên Sơn tập (仙山集) nhưng thi tập này hiện đã thất lạc. Thơ ca của ông hiện còn 18 bài trong Việt âm thi tập, 20 bài trong Toàn Việt thi lục, 07 bài trong Hoàng Việt thi tuyển, nhưng khảo sát thực tế cho thấy trước tác của ông còn lại tổng 20 bài.